# Waksmundzki Potok
Der Waksmundzki Potok ist ein rund sieben Kilometer langer linker Zufluss der Białka in der Woiwodschaft Kleinpolen in Polen. Er hat den Charakter eines Hochgebirgsflusses.

## Geografie
Der Fluss hat seine Quelle nördlich des Passes zwischen Wielki Wołoszyn (2155 m) und Mały Wołoszyn (2145 m) im Tal Dolina Waksmundzka in der Hohen Tatra, das er in seiner ganzen Länge durchfließt. Kurz vor der Mündung in die Białka fließt er in das Tal Dolina Białki. Der ganze Flusslauf befindet sich im Tatra-Nationalpark.

## Name
Waksmundzki Potok lässt sich vom Ort Waksmund ableiten, in dessen Eigentum das Tal stand.

## Flora und Fauna
Das Wasser des Waksmundzki Potok ist sauber, im Fluss leben Regenbogenforelle, Forelle, Äsche, Groppe und Elritze. Der Fluss ist von Fichtenwäldern umgeben.

## Tourismus
Der Fluss und das Tal Dolina Waksmundzka sind ein striktes Naturreservat, das für Touristen nicht zugänglich ist. Über seinen Unterlauf führt ein markierter Wanderweg.

## Flussverlauf

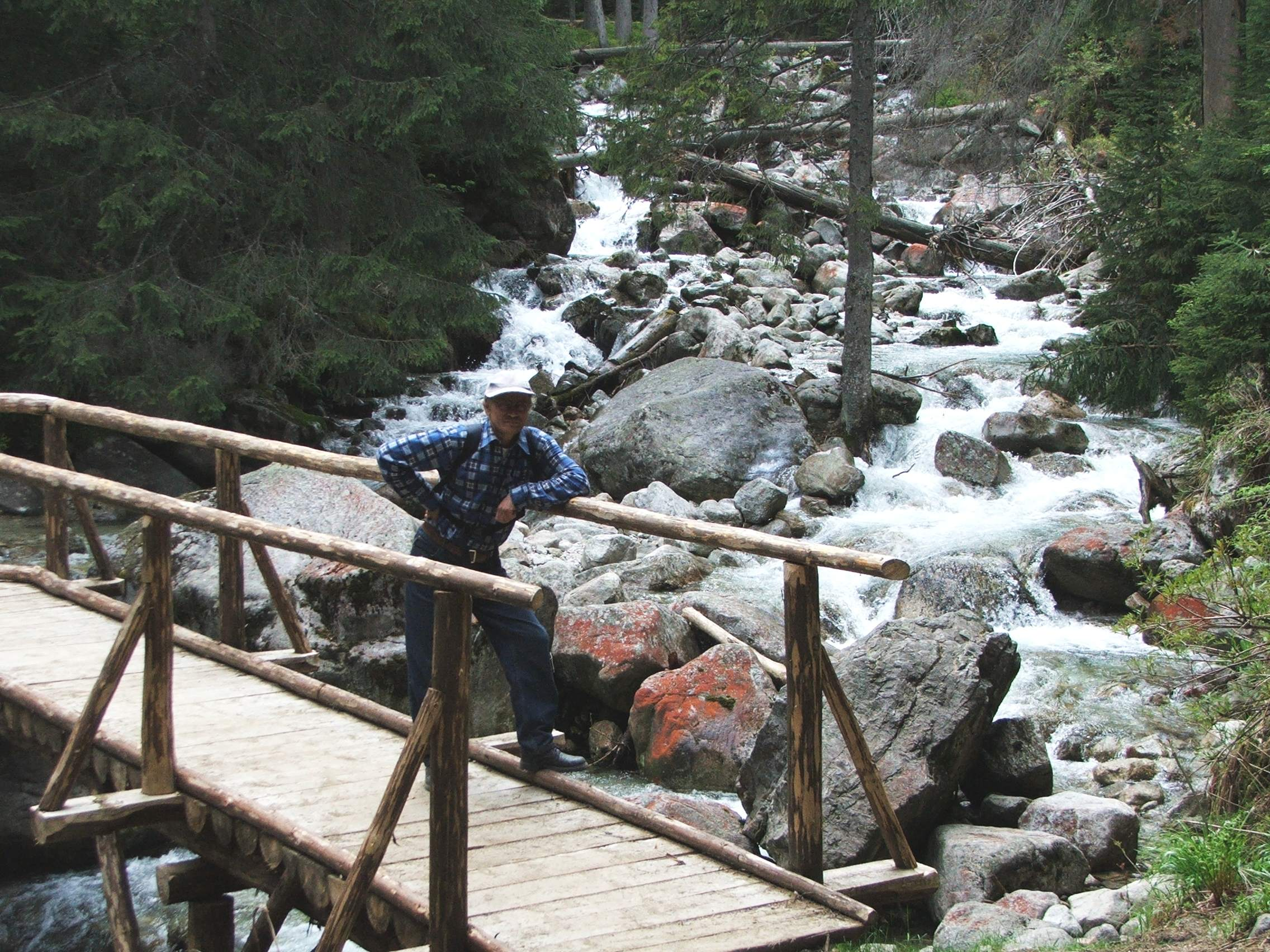
Brücke über den Fluss
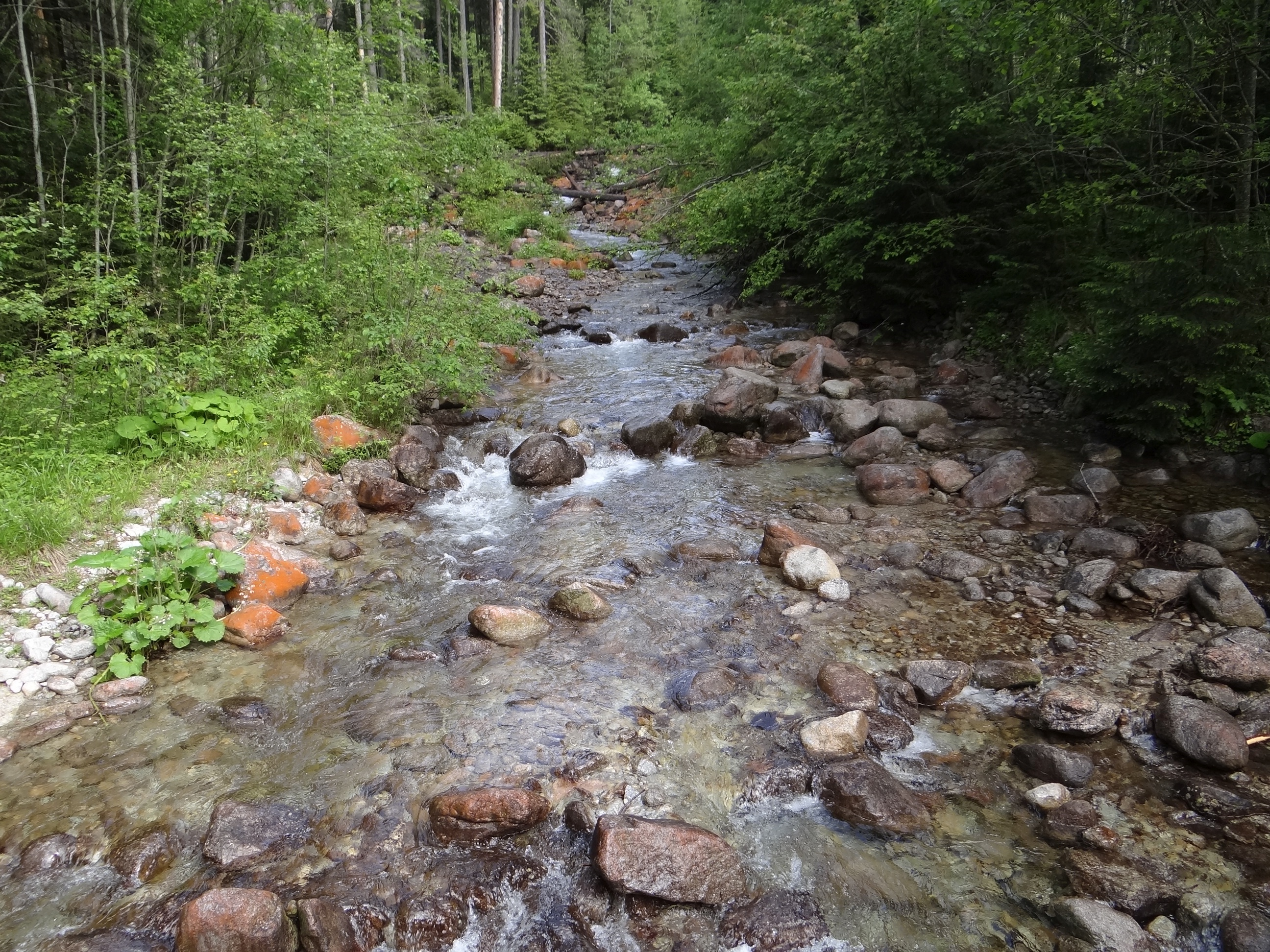
Unterlauf des Flusses
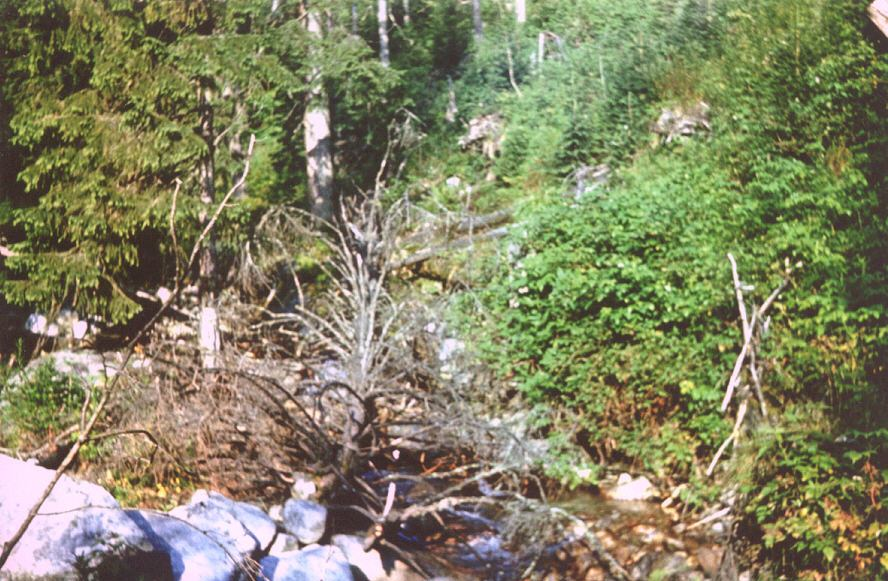
Unterlauf des Flusses